# Boli vasculare
Bolile vasculare este o clasă de boli ale vaselor de sânge - arterele și venele sistemului circulator al corpului. Este un subgrup de boli cardiovasculare.Tulburările din această vastă rețea de vase de sânge pot provoca o serie de probleme de sănătate care pot fi severe sau se pot dovedi letale. 

## Tipuri
Există mai multe tipuri de boli vasculare, semnele și simptomele depind de ce tip sunt, printre acestea se numără: 
- Eritromelalgia - o boală vasculară periferică rară în care simptomele includ durere arzătoare, temperatură crescută, eritem și umflături, în principal ale mâinilor și picioarelor. Eritromelalgie la o femeie de 77 de ani [4]

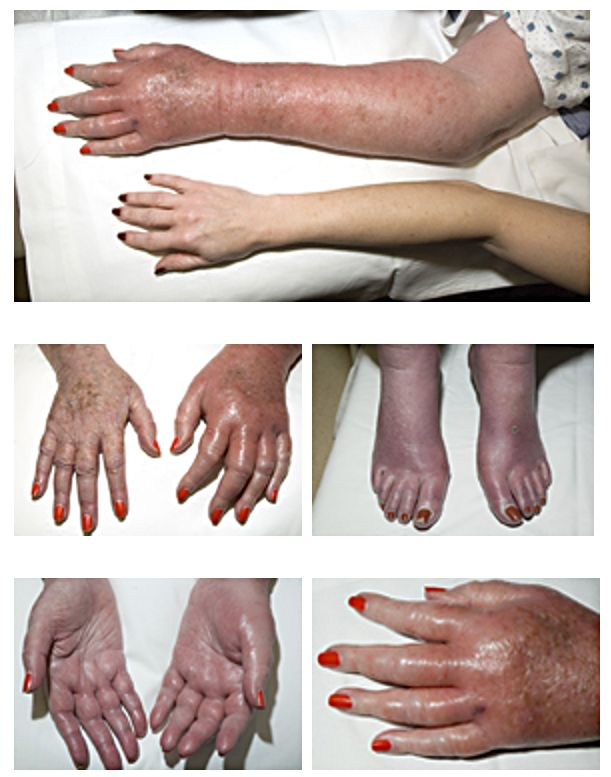
Eritromelalgie la o femeie de 77 de ani

- Boala arterială periferică - este declanșată atunci când plăcile ateromatoase se acumulează în arterele care furnizează sânge brațelor și picioarelor, placa provocând îngustarea arterelor sau blocarea acestora. [5]
- Stenoza arterei renale - este îngustarea arterelor renale care transportă sângele către rinichi din aortă . [6]
- Boala Buerger - se datorează vaselor de sânge mici care se inflamează și se umflă, vasele se îngustează sau sunt blocate de cheaguri de sânge . [7]
- Sindromul Raynaud - o afecțiune vasculară periferică rară de constricție a vaselor de sânge periferice, la nivelul degetelor și de la picioare atunci când persoanei în este rece. [8]
- Coagulare intravasculară diseminată - o activare pe scară largă a coagulării în vasele de sânge mai mici. [9]
- Boala cerebrovasculară - este un grup de boli vasculare care afectează funcția creierului.

## Mecanism

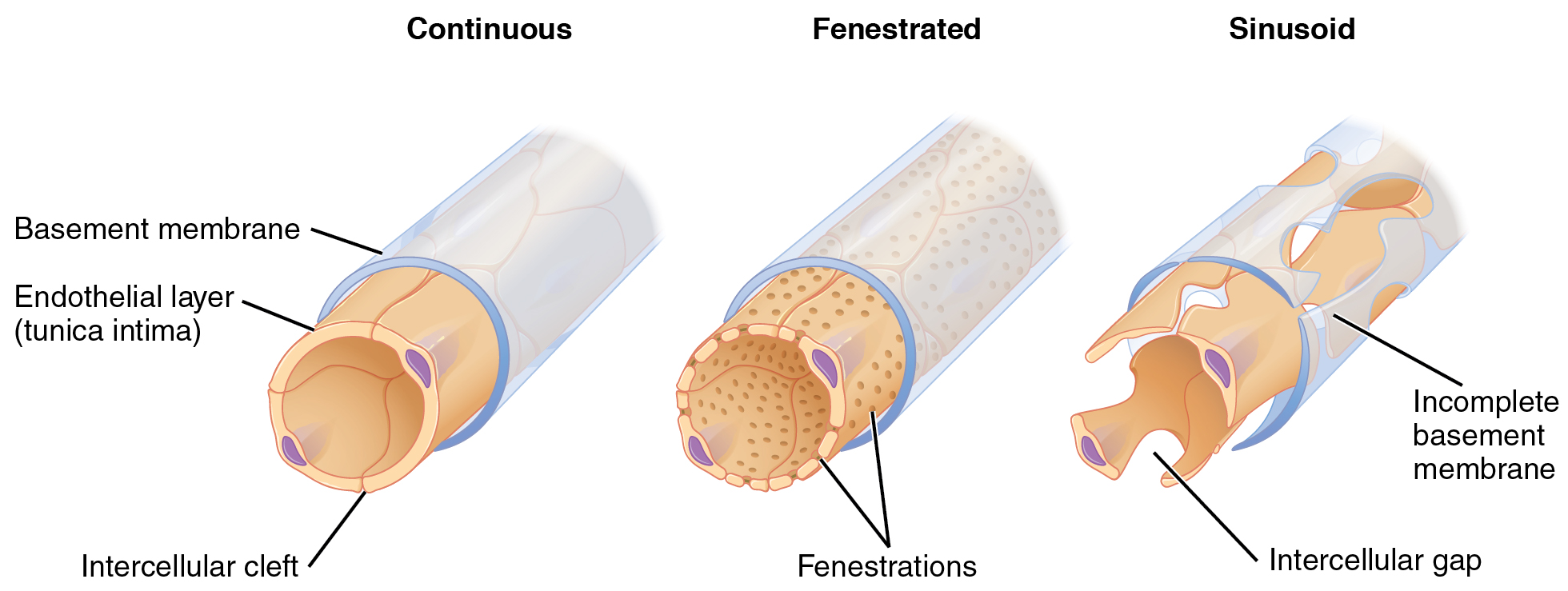
Endoteliul căptușește peretele interior al vasului

Boala vasculară este o stare patologică a arterelor musculare mari și medii și este declanșată de disfuncționalitatea celulelor endoteliale.  Din cauza unor factori precum agenții patogeni, particulele LDL oxidate și alți stimuli inflamatori, celulele endoteliale devin active.  Procesul determină îngroșarea peretelui vasului, formând o placă care constă în proliferarea celulelor musculare netede, macrofage și limfocite.   Placa are ca rezultat un flux de sânge restrâns care va reduce în timp cantitatea de oxigen și substanțe nutritive care ajung la anumite organe , placa putând să se rupă provocând formarea cheagurilor.

## Diagnostic
Poate fi dificil să se stabilească un diagnostic de boală vasculară, deoarece există o varietate de simptome pe care o persoană le poate avea, de asemenea, istoricul familial și examinarea fizică sunt importante. Examenul fizic poate fi diferit în funcție de tipul de boală vasculară. În cazul unei boli vasculare periferice examenul fizic constă în verificarea fluxului sanguin în picioare.  

## Tratament

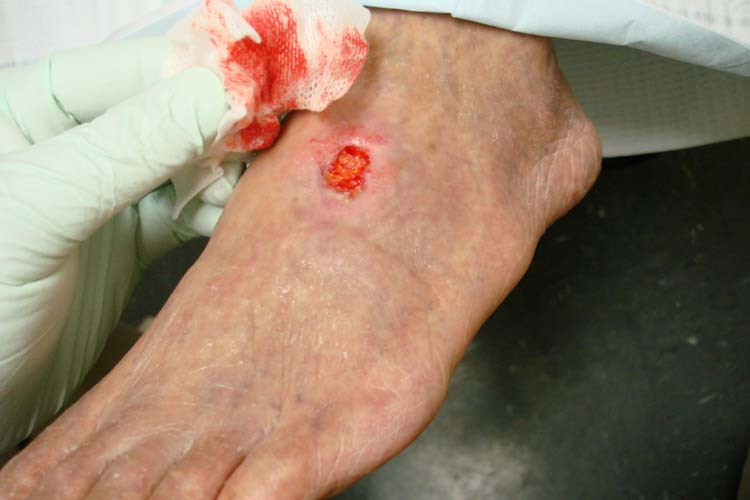
Boala vasculară periferică-ulcer

Tratamentul variază în funcție de tipul de boală vasculară; în cazul bolii arterelor renale, informațiile dintr-o meta-analiză au indicat că angioplastia cu balon are ca rezultat îmbunătățirea tensiunii arteriale diastolice și o reducere a necesităților de medicamente antihipertensive.  În cazul bolilor arterelor periferice, prevenirea complicațiilor este importantă; fără tratament, pot apărea răni sau gangrenă (moartea țesuturilor). Printre tratamente se numără: 
- renunțarea la fumat
- scăderea colesterolului
- scăderea tensiunii arteriale
- scăderea glicemiei
- activitate fizica